# The Collection (Blue)
The Collection è il quarto greatest hits del gruppo musicale britannico Blue, pubblicato nel 2007.

## Tracce
1. All Rise
2. Too Close
3. Fly By II
4. This Temptation
5. One Love
6. Get Down
7. Taste It
8. Bubblin'
9. Like A Friend
10. When Summer's Gone
11. Breathe Easy (feat. Jamie Summaz from VS) (Love 4 Music Remix)
12. U Make Me Wanna (Urban North Edit)